# Paul Henreid
Paul Henreid, geboren als Paul Georg Julius Freiherr von Hernreid Ritter von Wasel-Waldingau (Triëst, 10 januari 1908 - Santa Monica, 29 maart 1992) was een Amerikaanse acteur, afkomstig uit Oostenrijk-Hongarije.

## Biografie
Henreid werd geboren in 1908 in Triëst. Hij debuteerde in een theaterstuk van Max Reinhardt. In 1934 vluchtte hij uit zijn land wegens de Oostenrijkse Burgeroorlog en belandde in Groot-Brittannië. In 1939 had hij een rol in Goodbye, Mr. Chips en in 1940 in Night Train to Munich. In de jaren 40 kende zijn carrière een hoogtepunt met hoofdrollen in Now, Voyager (1942) en Casablanca (1942). Zijn laatste rol speelde hij in Exorcist II: The Heretic in 1977. Henreid regisseerde ook enkele films in de jaren 50 en 60.
Henreid trouwde in 1936 met Elizabeth Gluck. Ze bleven gehuwd tot aan zijn dood in 1992. Gluck overleed een jaar later.
- Bibsys: 99000098
- Biblioteca Nacional de España: XX1092415
- Bibliothèque nationale de France: cb141865293 (data)
- Catàleg d'autoritats de noms i títols de Catalunya: 981058518882506706
- Gemeinsame Normdatei: 124361447
- International Standard Name Identifier: 0000 0003 6860 2318
- Library of Congress Control Number: n83173867
- MusicBrainz: 9e3a699a-9c46-4f3e-8bfd-f387fe805a05
- National Archives and Records Administration: 10568453
- Nationale Bibliotheek van Tsjechië: xx0159194
- Nationale bibliotheek van Australië: 40661320
- Nationale Bibliotheek van Israël: 987007323461705171
- Nationale Bibliotheek van Polen: a0000001604785
- Nederlandse Thesaurus van Auteursnamen: 125099053
- SNAC: w61k027z
- Système universitaire de documentation: 119963795
- Trove: 1448758
- Virtual International Authority File: 27276938
- WorldCat: E39PBJk93tdDYfWdjVqyjR8Hmd